# Peder Severin Krøyer
Peder Severin Krøyer, né le 23 juillet 1851 à Stavanger, et mort le 21 novembre 1909 à Skagen, est un artiste peintre et sculpteur danois et norvégien.
Il est l'un des peintres de Skagen, une communauté d'artistes danois et nordiques qui vécurent, se réunirent et travaillèrent à Skagen au Danemark, à la fin du XIXe siècle.

## Biographie

### Haute formation précoce
Peder Severin Krøyer est le fils d'Ellen Cecilie Gjesdal. Sa mère ayant été jugée incapable, il a été placé auprès de la sœur et du mari de sa sœur Gjesdal. Avec ses parents adoptifs, il s'installe à Copenhague par la suite. Il a commencé son éducation artistique en 1860 avec des leçons particulières, puis a été inscrit à l'institut technique de Copenhague l'année suivante.
En 1870, il a achevé ses études à l'académie danoise royale d'art, où il a étudié avec Frederik Vermehren. En 1873, on lui a attribué la médaille d'or et une bourse.

### Carrière précoce
Il débute en tant que peintre en 1871 à Charlottenborg avec un portrait d'un ami, le peintre Frans Schwartz. Il a exposé régulièrement à Charlottenborg durant toute sa vie.
En 1874, Heinrich Hirschsprung achète une première peinture de Krøyer. Cet achat sera suivi de nombreux autres au cours des années suivantes. La collection d'art de Hirschsprung forme la base du musée de Hirschsprung à Copenhague.

### Voyages
Entre 1877 et 1881, Krøyer a beaucoup voyagé en Europe, rencontrant des artistes, étudiant l'art, et développant son métier. Il a séjourné à Paris et a étudié sous la direction de Léon Bonnat. Il a subi l'influence des impressionnistes contemporains : Claude Monet, Alfred Sisley, Edgar Degas, Pierre-Auguste Renoir et Édouard Manet.
Il a poursuivi ses voyages durant toute sa vie, puisant son inspiration des artistes et des cultures étrangers, et Hirschsprung l'ayant financièrement aidé pour ses périples. Krøyer a continué d'exposer au Danemark tout au long de cette période.

### Installation à Skagen
En 1882, de retour au Danemark, Krøyer passe la période  de juin-octobre à Skagen, un village de pêche au Danemark. Il y peint des scènes de la vie locale et des portraits de personnalités de l'art ayant vécu à Skagen ou de passage pendant cette période. Il est longtemps associé à Skagen et à la scène artistique et littéraire qui y prospère. Parmi cette communauté artistique figuraient des auteurs comme Holger Drachmann, Georg Brandes, et Henrik Pontoppidan, et des peintres comme Michael Peter Ancher ou Anna Ancher. Ils les peint dans plusieurs de ses œuvres, dont le tableau Hip, Hip, Hurrah! (musée des beaux-arts de Göteborg).
Il partage son temps entre une maison qu'il loue à Skagen en été, un appartement à Copenhague pendant l'hiver où il travaille à son grand portrait[Lequel ?] qu'on[Qui ?] lui a commandé, et des voyages en dehors du pays.
En voyage à Paris en 1888, il fréquente Marie Martha Mathilde Triepcke, qu'il avait connue à Copenhague, et l'épouse le 23 juillet 1889 chez ses parents en Allemagne. Marie Krøyer, qui était également artiste peintre, est devenue un membre de la communauté de Skagen, et a souvent été représentée dans les peintures de son mari après leur mariage. Ils se séparent en 1905.
La cécité l'a atteint graduellement au cours des dix dernières années de sa vie jusqu'à ce qu'il perde totalement la vue. Il a peint presque jusqu'à la fin malgré tous ses problèmes de santé. Il a peint certains de ses derniers chefs-d'œuvre quand il était à moitié aveugle. Il aurait plaisanté en disant que la vue de son œil sain était devenue meilleure avec la perte de l'autre œil.
Krøyer meurt en 1909, après plusieurs années de santé fragile à cause d'une syphilis avancée.

## Œuvre
L’œuvre la plus connue de Krøyer est sans doute la Soirée d'été sur la plage du sud de Skagen avec Anna Ancher et Marie Krøyer (Sommeraften ved Skagen Sønderstrand med l'og Marie Krøyer d'Anna Ancher) peinte en 1893. Il a peint beaucoup de scènes de plage.
Une autre œuvre assez connue est le Feu de la veille de Saint-Jean sur la plage de Skagen (Rive de Sankthansbål på Skagen) de 1903. Ce grand format dépeint un ensemble de personnalités de la communauté artistique et influente de Skagen autour d'un grand feu sur la plage la veille de la Saint-Jean.
Ces deux œuvres sont conservées au musée de Skagen, lequel est consacré à cette communauté artistique.
- Pêcheurs tirant les filets, 1883, huile sur toile, 132 × 189 cm, Collection privée[1]
- "Tre på Skagens Sønderstrand bagefter hverandre gaaende Fiskere trække langs Bredden en Baad lidt ude i Vandet imod Strømmen" (Trois pêcheurs sur la plage de Skagen, marchant l'un derrière l'autre, tirant le long du rivage un peu dans l'eau contre le courant), 1887, huile sur toile, 48 × 52 cm, Collection privée, vente 2024[2]
- Autoportrait, 1897, huile sur toile, Copenhague, Collection Hirschsprung

Œuvres de Peder Severin Krøyer
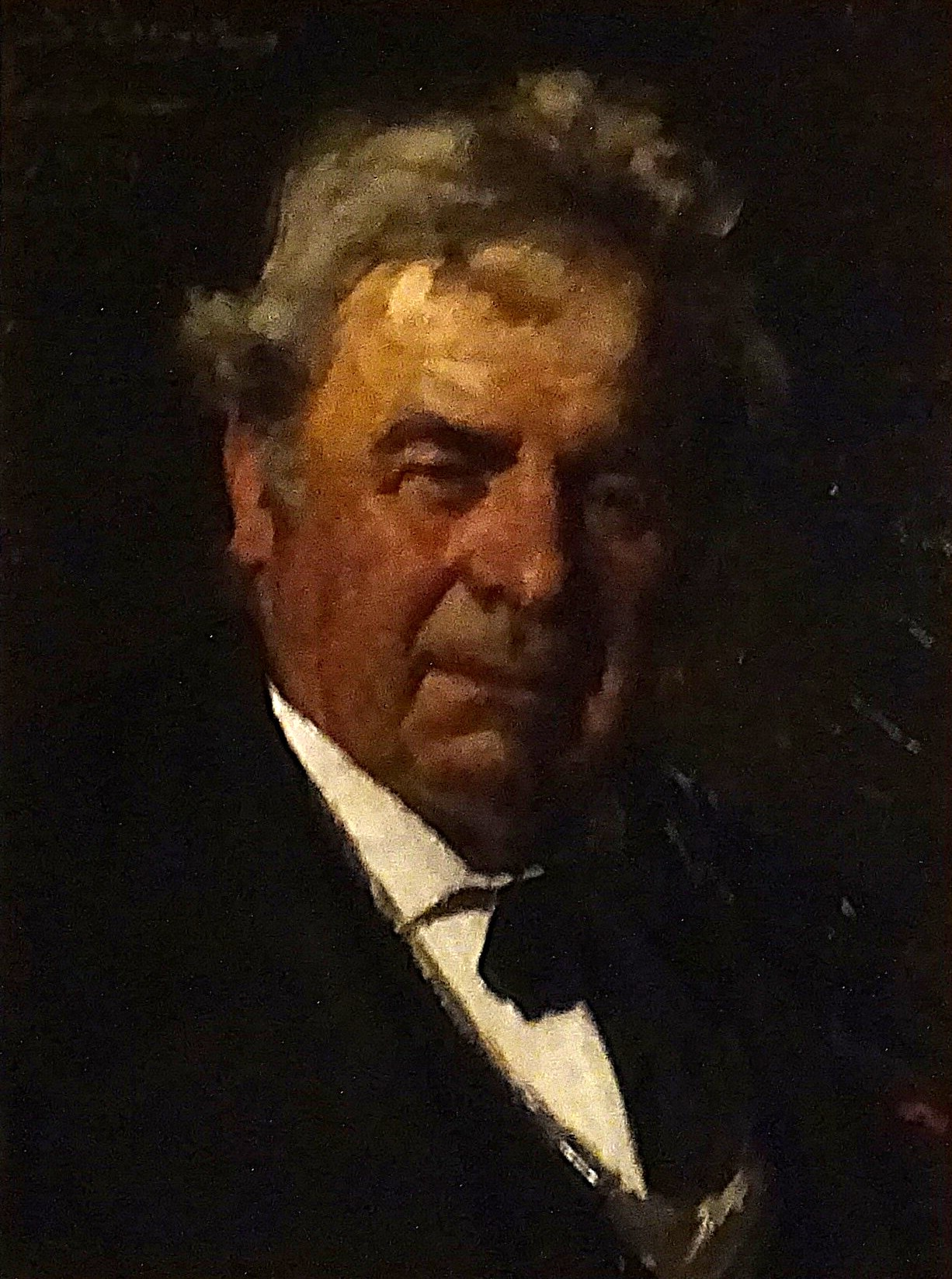
Portrait d'Etienne Guillou, Concarneau, 1879 collection Ville de Concarneau
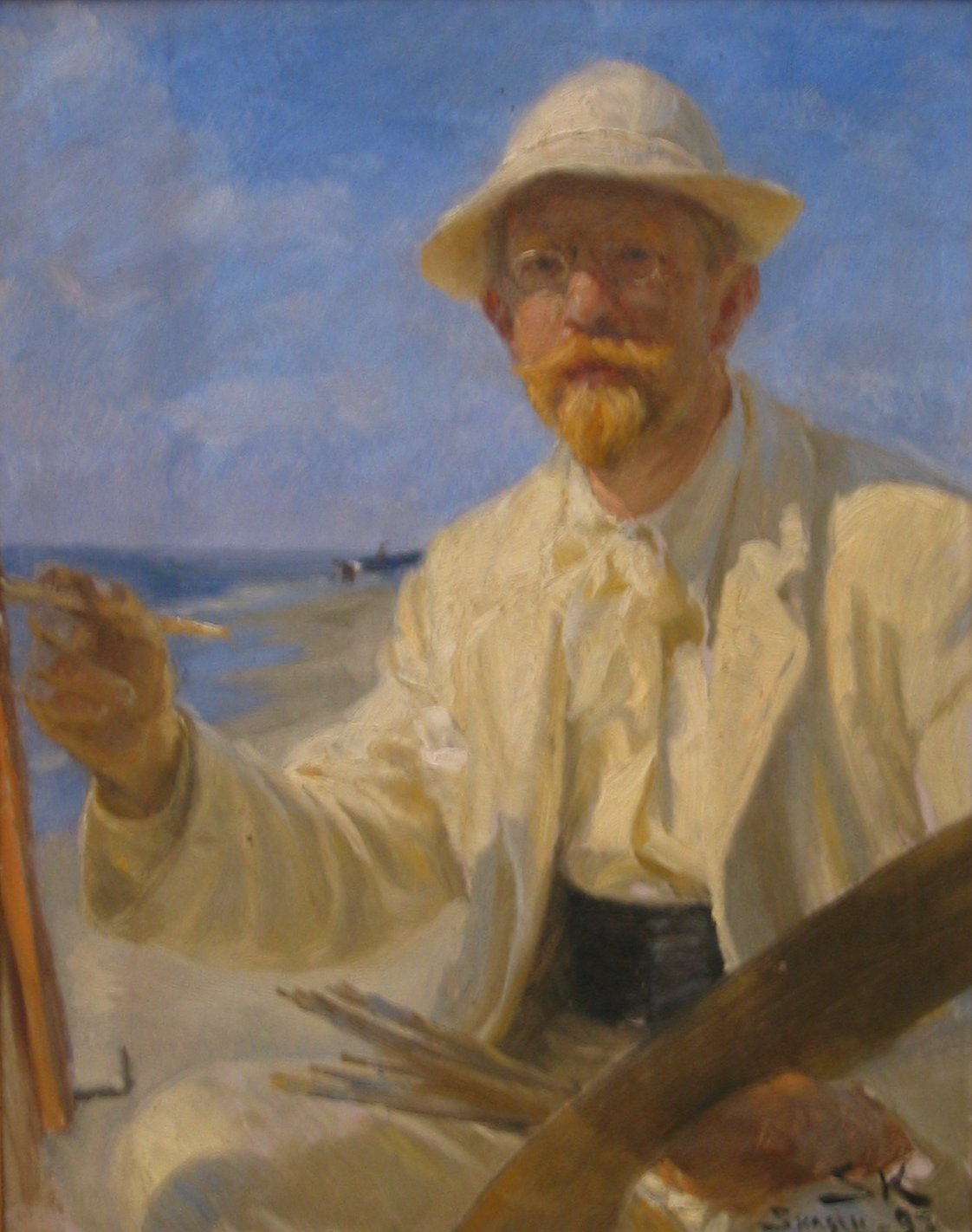
Autoportrait (1897), Copenhague, Collection Hirschsprung.
Hip, Hip, Hurrah! (1888), musée des beaux-arts de Göteborg.
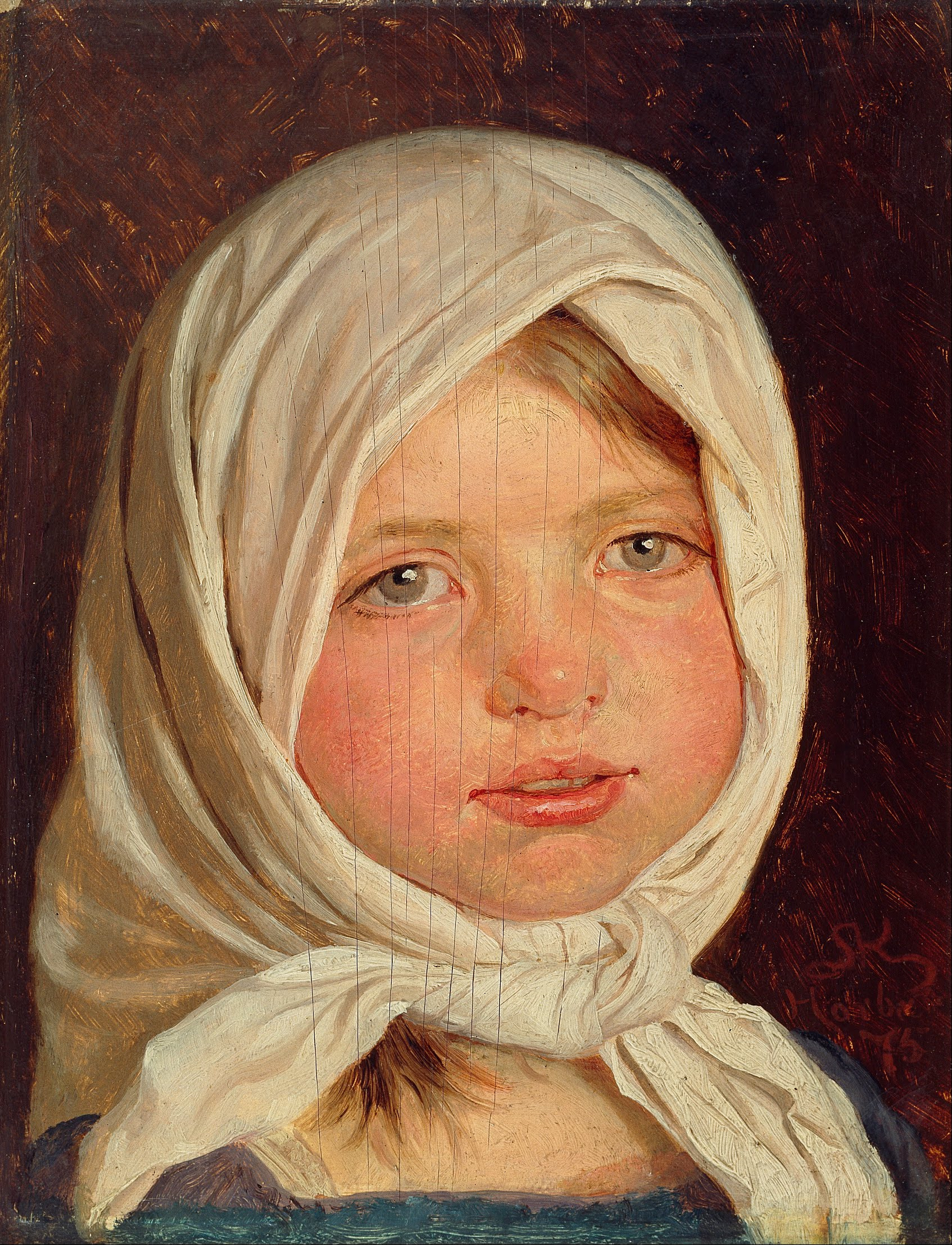
Petite Fille d'Hornbæk (1875), Copenhague, Collection Hirschsprung.
Soir d'été sur la plage de Skagen – L'artiste et sa femme (1899), Collection Hirschsprung.

## Postérité
- Exposition monographique : L'heure bleue de Peder Severin Krøyer, Musée Marmottan Monet, Paris (2021)[3].

- Roman : Philippe Delerm, Sundborn ou les jours de lumière, éditions du Rocher, 1996.  (ISBN 2268023427). Sur les peintres de Skagen en séjour à Grez-sur-Loing.